# Marcelo Fernan
Marcelo Briones Fernan (Cebu City, 24 oktober 1927 - Manilla, 11 juli 1999) was een Filipijnse advocaat, rechter en politicus. Hij is de enige Filipino die zowel opperrechter van het Filipijnse hooggerechtshof als voorzitter van de Filipijnse Senaat is geweest.

## Jonge jaren en carrière
Fernan werd geboren in Cebu City als zoon van zogenaamde Mestizo ouders. In 1953 haalde hij zijn rechtendiploma aan de University of the Philippines. Daarna vertrok Fernan naar de Verenigde Staten om aan de Harvard University zijn masters diploma rechten te halen. Kort na het behalen hiervan keerde hij terug naar zijn vaderland om daar een carrière als politicus te beginnen als lid van de Nationale Constitutionele Conventie. In 1977 werd hij gekozen als president van de Integrated Bar (de Filipijnse nationale advocaten organisatie) en op 1 juli 1988 werd Fernan door president Corazon Aquino benoemd als 18de opperrechter van het Filipijnse hooggerechtshof als opvolger van Pedro Yap, die de pensioengerechtigde leeftijd had bereikt.

## Politiek leven

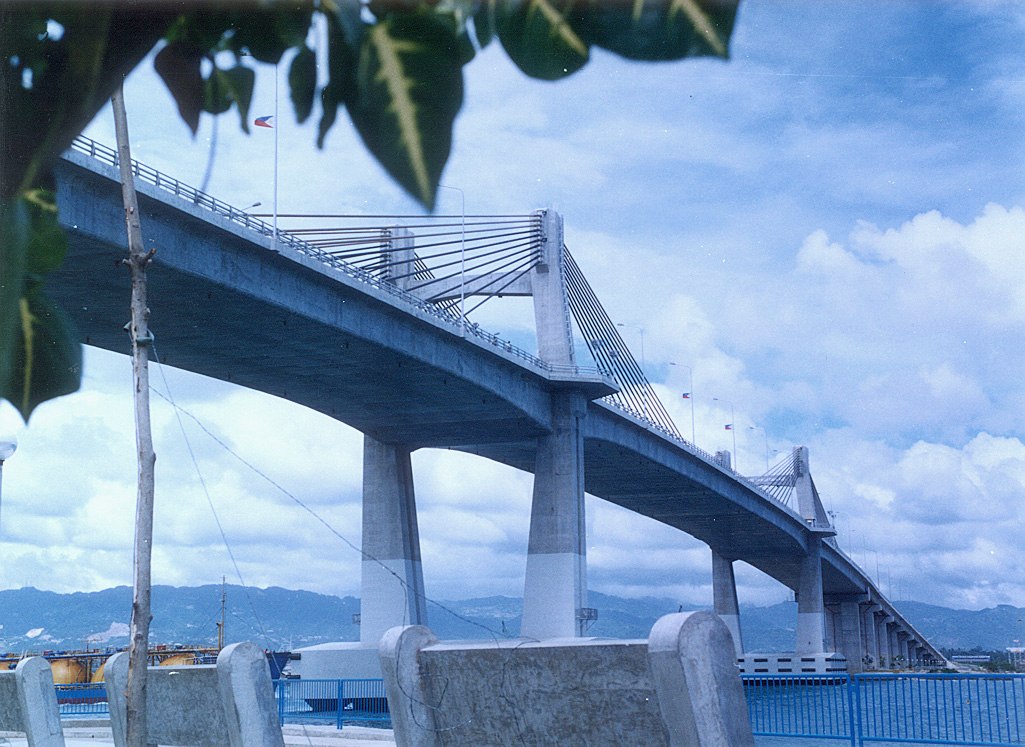
De Marcelo Fernanbrug tussen Mactan en Cebu

In 1991 nam Fernan ontslag als opperrechter, omdat hij deel wilde nemen aan de verkiezingen voor vicepresident. Hij accepteerde een aanbod van Ramon Mitra jr. om als de kandidaat voor het vicepresidentschap mee te doen aan de verkiezingen van 1992. Hij verloor deze verkiezing echter van de populaire acteur Joseph Estrada, die zes jaar later in 1998 de presidentsverkiezingen zou winnen. Een aantal jaar later werd Fernan gekozen als senator, waarna hij in 1998 tot voorzitter van de Filipijnse Senaat werd gekozen.
Marcelo Fernan nam ontslag als senaatspresident op 28 juni 1999 vanwege gezondheidsredenen. Op 11 juli, slechts enkele dagen na zijn ontslag, overleed Fernan aan de gevolgen van kanker in Manilla. Hij werd begraven in zijn geboortestad Cebu City. De nieuwe brug tussen het eiland Mactan en Cebu werd ter ere van hem naar hem genoemd.